# Mali Mosquée (quartier)
Mali mosquée est l'un des quartiers de la sous-préfecture de Mali, situé dans la préfecture de Mali en république de Guinée.

## Géographie

### Démographie
- En 2014, le district comptait 2 795 habitants selon les RGPH 2014[1].

## Culture et patrimoine